# 12e brigade de missiles
Pour les articles homonymes, voir 12e brigade.
La 12e brigade de missiles (en russe : 12-я ракетная бригада, abrégé 12 рбр) est une brigade de missiles balistiques tactiques des troupes de missiles et d'artillerie des forces terrestres russes (n° d'unité 25788).
La brigade fait partie de la 58e armée interarmes du district militaire sud, basée à Mozdok, en Ossétie du Nord.

## Historique
La 12e brigade de missiles est créée en décembre 2015 dans la ville de Mozdok,. Elle est armée de 12 missiles Iskander. 
Le 24 novembre 2016 a lieu la cérémonie solennelle de remise du drapeau de bataille de la 12e brigade.
L'unité est engagée sur le front Sud de l'invasion russe de l'Ukraine en 2022.